# 1024
|  | Per a altres significats, vegeu «Nombre 1024». |

## Esdeveniments
- Elegit Joan XIX com a Papa
- Insurrecció camperola a Pavia
- L'Islam s'expandeix pel nord-oest de la Península Índica
- Per la fam, els esclaus negres d'Egipte es revolten contra el califa i els nobles amb motiu de les festes religioses
- Guido d'Arezzo acaba el seu tractat sobre música